# Edward Said
Edward Wadie Said (1 tháng 11 năm 1935 – 24 tháng 9 năm 2003) một học giả, nhà phê bình văn học và nhà hoạt động chính trị người Mỹ gốc Palestine. Là giáo sư văn học tại Đại học Columbia, ông là một trong những người sáng lập ra lĩnh vực nghiên cứu hậu thực dân. Là một nhà phê bình văn hóa, Said thường được biết đến là tác giả của cuốn sách Orientalism (1978), một tác phẩm nền tảng nhìn nhận và phân tích về biểu hiện văn hóa, một nền tảng cấu thành nên thuyết Orientalism—cách mà thế giới phương Tây nhìn nhận về thế giới phương Đông. Mô hình phân tích văn bản của ông đã tạo ra thay đổi cho diễn ngôn học thuật của các nhà nghiên cứu về lý thuyết văn học, phê bình văn học, và nghiên cứu Trung Đông.
Sinh ra ở Jerusalem, Lãnh thổ Ủy trị Palestine, vào năm 1935, Said là một công dân Hoa Kỳ do cha ông đã phục vụ Lục quân Hoa Kỳ trong Chiến tranh thế giới thứ nhất. Sau Chiến tranh Palestine 1948, cha của Said đã chuyển gia đình đến Ai Cập, nơi ông từng sống trước đây, và rồi tới Hoa Kỳ. Said đăng ký theo học bậc trung học tại Victoria College ở Ai Cập và Trường Northfield Mount Hermon ở Hoa Kỳ. Ông tốt nghiệp bằng BA Tiếng Anh ở Đại học Princeton vào năm 1957, sau đó là bằng MA (1960) và bằng PhD (1964) Văn học Anh tại Đại học Harvard. Ông chịu ảnh hưởng chính từ Antonio Gramsci, Frantz Fanon, Aimé Césaire, Michel Foucault và Theodor W. Adorno.
Vào năm 1963, Said gia nhập Đại học Columbia với tư cách là thành viên của Khoa Tiếng Anh và Văn học so sánh, và đã làm việc và giảng dạy tại đây cho tới năm 2003. Ông đã giảng dạy tại hơn 200 viện đại học khác ở Bắc Mỹ, Châu Âu, và Trung Đông.
Là một trí thức công chúng, Said là thành viên của Hội đồng Quốc gia Palestine (ủng hộ giải pháp hai nhà nước bao hàm quyền trở lại của người Palestine) trước khi từ chức vào năm 1993 do chỉ trích Hiệp ước hòa bình Oslo. Ông ủng hộ việc hình thành một nhà nước Palestine để đảm bảo bình đẳng chính trị và nhân đạo trên các vùng lãnh thổ bị Israel chiếm đóng, nơi người Palestine đã chứng kiến sự mở rộng ngày càng gia tăng của các khu định cư Israel. Tuy nhiên, vào năm 1999, ông lập luận rằng nền hòa bình bền vững chỉ có thể đạt được với một nhà nước Israel–Palestine. Ông định nghĩa mối quan hệ đối lập của mình với status quo của Israel là nhiệm vụ của giới trí thức công chúng, những người phải "sàng lọc, nhận xét, phê bình, lựa chọn, để sự lựa chọn và quyền tự quyết quay trở về với cá nhân".
Vào năm 1999, Said và nhạc trường người Argentina và Israel Daniel Barenboim đã đồng sáng lập ra Dàn nhạc giao hưởng West–Eastern Divan, đặt trụ sở tại Seville, Tây Ban Nha. Là một nghệ sĩ piano tài năng, Said và Barenboim cùng đồng tác giả cuốn sách Parallels and Paradoxes: Explorations in Music and Society (2002), một tuyển tập các cuộc trò chuyện và thảo luận công khai của họ về âm nhạc tại Hội trường Carnegie ở Thành phố New York.

## Cuộc đời và sự nghiệp

### Đầu đời

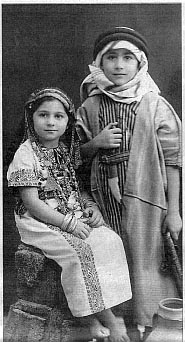
Edward Said and his sister, Rosemarie Said dressed in traditional Arab clothing, 1940

Said sinh ra vào ngày 1 tháng 11 năm 1935 trong một gia đình Kitô hữu Palestine ở thành phố Jerusalem, lúc đó thuộc Ủy trị Palestine thuộc Anh. Cha mẹ ông sinh ra ở Đế quốc Ottoman: mẹ ông, Hilda Said (nhũ danh Musa), là người Palestine lai Liban và lớn lên ở thành phố Nazareth; còn cha ông, Wadie "William" Said, là một doanh nhân Palestine tại Jerusalem. Cả Hilda và Wadie đều là Kitô hữu Ả Rập theo nhánh Kháng cách. Trong Chiến tranh thế giới thứ nhất, Wadie phục vụ Lực lượng Viễn chinh Hoa Kỳ, nhờ đó mà ông cùng gia đình trực hệ của mình trở thành công dân Hoa Kỳ.
Vào năm 1919, Wadie và em họ thành lập một doanh nghiệp văn phòng phẩm ở Cairo, Ai Cập.:11
Mặc dù được nuôi dạy với đức tin Kháng Cách, Said về sau theo thuyết bất khả tri.

## Danh hiệu và giải thưởng
Bên cạnh danh hiệu, tư cách thành viên, và chức vụ ở những tổ chức danh giá trên toàn thế giới, Edward Said cũng được trao 20 bằng đại học danh dự trong suốt sự nghiệp của mình, với tư cách là một học giả, một nhà phê bình và một văn nhân. Trong số những giải thưởng và danh hiệu ông nhận được, có:
- Giải Bowdoin trao bởi Đại học Harvard.
- Hai lần nhận Giải thưởng Sách Lionel Trilling; lần đầu tiên là vào lễ trao giải vào năm 1976, cho tác phẩm Beginnings: Intention and Method (1974)
- Giải Wellek của Hiệp hội Văn học so sánh Hoa Kỳ
- Giải Spinoza Lens[31]
- Giải thưởng Văn học Lannan cho Thành tựu trọn đời vào năm 2001
- Giải thưởng Thân vương xứ Asturias cho Concord vào năm 2002 (cùng với Daniel Barenboim).
- Công dân Hoa Kỳ đầu nhận được Giải Sultan Owais  (cho Thành tựu Văn hóa & Khoa học, 1996–1997).[32]
- Cuốn tự truyện Out of Place (1999)[33] nhận được 3 giải thưởng, Giải thưởng Sách New Yorker cho Tác phẩm Phi hư cấu; Giải thưởng Sách Anisfield-Wolf cho Tác phẩm Phi hư cấu; Giải thưởng Morton Dauwen Zabel Văn học.[34]